# ان‌جی‌سی ۵۳۰۰
ان‌جی‌سی ۵۳۰۰ (انگلیسی: NGC 5300) نام یک کهکشان در صورت فلکی دوشیزه است.